# Bräunlinsbach
Der Bräunlinsbach ist ein knapp 1 km langer Wiesenbach in der zentralen Teilgemarkung der Gemeinde Obersontheim im Landkreis Schwäbisch Hall im nordöstlichen Baden-Württemberg. Nach südlichem Lauf mündet er in der Nähe des Aussiedlerhofes im Hürleswasen von rechts in den unteren Nesselbach.

## Geographie

### Verlauf
Der Bräunlinsbach entsteht im Gewann Bräunlinshausen etwa einen Kilometer ostnordöstlich des Kreisels am Ortsrand an der L 1066 in Richtung Frankenhardt-Markertshofen und etwa 100 Meter südlich der Landesstraße.
Dort beginnt im Bereich der schon im späten Mittelalter abgegangenen Wüstung Bräunlinshausen auf etwa 397 m ü. NHN in einer flachen, baum- und strauchlosen Wiesenflur ein krautiger Graben, der die ersten gut 200 Meter nach Südwesten läuft. Dann knickt der Bachlauf am Zufluss eines deutlich kürzeren rechten Grabenzulaufs, der in einer Nasswiese entsteht, nach Süden ab. Der Bach schlängelt sich nun sehr langperiodisch und mit geringer Auslenkung in einer Wiese neben einem in allenfalls 25 Metern Abstand rechtsseits begleitenden Feldweg.
Etwa 400 Meter nach dem Laufknick quert er am Aussiedlerhof im Hürleswasen einen Feldweg von Obersontheim in Richtung der Schenkenseen, rechts am Lauf steht in einer gemauerten Bodennische ein Wandererbrunnen. Den letzten Viertelkilometer fließt der Bach dann südsüdöstlich und steiler in die Talsenke des Nesselbach hinab. Auf etwa 379 m ü. NHN mündet er von rechts in den Unterlauf dieses Baches.
Der Bräunlinsbach mündet nach etwa 0,9 km langem Lauf mit mittlerem Sohlgefälle von rund 20 ‰ etwa 18 Höhenmeter unterhalb seines Ursprungs.

### Einzugsgebiet
Das Einzugsgebiet des Bräunlinsbachs ist etwa 0,4 km² groß. Es liegt im Unterraum Vellberger Bucht des Naturraums der Hohenloher und Haller Ebene. Am höchsten ist es auf dem etwa 403 m ü. NHN hohen Hügel Geißbühl an der nordwestlichen Wasserscheide. Außerhalb des auf ganzer Länge begleitenden Wiesenstreifens gibt es im linken Einzugsgebiet mehr Wiesen, im rechten vor allem Äcker. Wald gibt es nirgends. Das ganze Gebiet liegt in den zentralen Teilgemarkung der Gemeinde Obersontheim.
Reihum grenzen die Einzugsgebiet der folgenden Nachbargewässer an:
- Im Nordwesten konkurriert der Speckbach, der unterhalb des Nesselbachs in die Bühler mündet
- der Abfluss zur anderen Seite im Nordosten gelangt über den Birkelbach weiter aufwärts in den Nesselbach;
- im Osten schiebt sich vor dessen Einzugsgebiet das eines namenlosen Grabens zum Nesselbach;
- im Südwesten ist der abfließende Nesselbach selbst das nächste offene Gewässer und
- im Westen die Bühler.

## Geologie
Das obere Einzugsgebiet liegt im Gipskeuper (Grabfeld-Formation), um den Mittellauf und im unteren Einzugsgebiet steht Lettenkeuper (Erfurt-Formation) an.
Auf diesen viel älteren Mittelkeuper-Schichten liegen um den Oberlauf weithin Schwemmland aus dem Quartär, um den Unterlauf ein enges Band von holozänem Schwemmland.

### LUBW
Amtliche Online-Gewässerkarte mit passendem Ausschnitt und den hier benutzten Layern: Lauf und Einzugsgebiet des Bräunlinsbachs

Allgemeiner Einstieg ohne Voreinstellungen und Layer: Daten- und Kartendienst der Landesanstalt für Umwelt Baden-Württemberg (LUBW) (Hinweise)
1. 1 2  Höhe nach dem Höhenlinienbild auf dem Hintergrundlayer Topographische Karte.
2. ↑  Länge nach dem Layer Gewässernetz (AWGN), korrigiert auf den deutlich längeren linken Oberlauf; die einschlägigen Laufstücke wurden auf dem Hintergrundlayer Topographische Karte abgemessen.
3. ↑  Einzugsgebiet abgemessen auf dem Hintergrundlayer Topographische Karte.
4. ↑  Natur teilweise nach dem Layer Geschützte Biotope.

### Andere Belege
1. ↑  Höhe nach schwarzer Beschriftung auf dem Layer WMS LGL-BW Topographische Freizeitkarte 1:25.000 auf: Geoportal Baden-Württemberg (Hinweise)
2. ↑  Wolf-Dieter Sick: Geographische Landesaufnahme: Die naturräumlichen Einheiten auf Blatt 162 Rothenburg o. d. Tauber. Bundesanstalt für Landeskunde, Bad Godesberg 1962. → Online-Karte (PDF; 4,7 MB)
3. ↑  Geologie nach den Layern zu Geologische Karte 1:50.000 auf: Mapserver des Landesamtes für Geologie, Rohstoffe und Bergbau (LGRB) (Hinweise)